# AS Saint-Raphaël Var Volley-Ball
AS Saint-Raphaël Var Volley-Ball (franska: Association sportive Saint-Raphaël Var Volley-Ball) är en volleybollklubb från Saint-Raphaël, Frankrike. De har blivit franska mästare en gång (2015-2016), franska cupsegrare en gång (2019) och franska supercupsegrare en gång (2017).